# Saucijs-baardmos
Het Saucijs-baardmos (Usnea articulata) is een korstmos behorend tot de familie Parmeliaceae. Het leeft op bomen. Hij leeft in symbiose met de alg Trebouxioid.

## Kenmerken
Het thallus is struikachtig dicht vertakt en vormt verwarde massa's van stammen die liggend of hangend zijn. De takken zijn glad en enigszins knobbelig of stekelig, en hebben een groenachtig-grijze kleur. De grotere stammen worden gekarteld en splitsen in opgeblazen, worstachtige segmenten. Het korstmos is niet zwartachtig aan de basis en wordt soms los van de ondergrond.
Hij heeft de volgende kleurreacties: medulla K-, KC-, Pd+ (rood)

## Ecologie
Dit korstmos is zeer gevoelig voor luchtvervuiling, vooral door zwaveldioxide. Soms groeit dit korstmos op de grond, in de dalen tussen zandduinen, waar het over ruige vegetatie groeit.

## Verspreiding
Het heeft een wijdverspreide maar schaars voorkomende verspreiding in het Europese vasteland, maar is in veel gebieden uitgestorven en overleeft het beste in Bretagne. Het komt voor op verschillende Mediterrane en Atlantische eilanden en is aanwezig in Saudi-Arabië en de bergachtige gebieden van Oost-Afrika en Noord-Afrika. Op de Britse Eilanden was het vroeger wijdverspreid, maar verdween uit veel gebieden tijdens de Industriële Revolutie. 
Het saucijs-baardmos komt in Nederland zeer zeldzaam voor. Het staat op de rode lijst in de categorie 'Ernstig Bedreigd'.